# 智光山公園
智光山公園（ちこうざんこうえん）は、埼玉県狭山市にある都市公園。アカマツ、ナラ、クヌギなどの武蔵野の豊かな自然を活かした雑木林で形成されている。園内には動物園・植物園、体育館やキャンプ場などの多くの施設が点在している。1977（昭和52）年2月に整備事業を開始、順次施設が整備されてきた。

## 総面積
- 53.8ha

## 交通
- バス（西武バス）

西武新宿線狭山市駅西口から智光山公園行終点「智光山公園」バス停（約20分）
　※都市緑化植物園など公園東部へは狭山市駅西口からサイボク行で「上宿」下車のほうが近い。
- 首都圏中央連絡自動車道狭山日高インターチェンジから約1.8km

## 施設
- こども動物園
- 市民総合体育館
- 都市緑化植物園
- キャンプ場
- 花菖蒲園
- 自然生態観察園
- わんぱくの森
- ピクニック広場
- テニスコート
- 桜の園
- 公園管理事務所
- 前山の池（旧狭山へら鮒センター）

### かつて存在した施設
- 智光山荘（2018年3月31日閉館）
- 勤労福祉センター（2018年3月31日閉館）

## 所在地
- 埼玉県狭山市柏原864-1